# Großsteingräber bei Bielikowo
Die Großsteingräber bei Bielikowo (auch Großsteingräber bei Behlkow genannt) waren drei megalithische Grabanlagen der jungsteinzeitlichen Trichterbecherkultur bei Bielikowo (deutsch Behlkow), einem Ortsteil von Brojce (deutsch Broitz) in der Woiwodschaft Westpommern in Polen. Sie wurden im 19. Jahrhundert zerstört. Die Gräber lagen östlich von Bielikowo, nördlich des Weges nach Mołstowo (deutsch Molstow) und waren mehrere hundert Schritt voneinander entfernt. Sie besaßen ost-westlich orientierte rechteckige oder trapezförmige Hünenbetten mit einer Länge von je 20 Schritt (ca. 15 m). Die Betten besaßen steinerne Umfassungen. Die größten Steine befanden sich an den östlichen Schmalseiten. Hügelschüttungen waren wohl nicht vorhanden. Grabkammern werden nicht erwähnt.